# الفتية والفتيات (قصة قصيرة)
الفتية والفتيات (بالإنجليزية Boys and Girls) هي قصة قصيرة للكاتبة الكندية أليس مونرو الحاصلة على جائزة نوبل في الأدب عام 2013، وتتناول القصة قضية صنع الأدوار الاجتماعية للجنسين.

## ملخص القصة
تُروى القصة على لسان فتاة صغيرة يعمل والدها في تربية الثعالب الفضية وبيع فراءها الثمين، وقد كانت الراوية الصغيرة تشارك والدها أعمال المزرعة اليومية الروتينية حتى إن الزوار كانوا يعتبرونها فتى، وكانت هي تحاول الابتعاد عن أي عمل من الأعمال التي تقع في نطاق مهام والدتها لأنها لم تكن تجد أي اهتمام منها بهذا النوع من العمل.
وتتذكر الراوية أنها عندما كانت في الحادية عشر من عمرها واجهتها العديد والعديد من التوقعات حول ما يجب على الفتاة أن تبدو عليه وحول ما يجب أن تفعله أولا تفعله، وبدأ دورها في العائلة يتغير.
وتنهي الراوية قصتها بسرد حدث تصرفت فيه وفق حدسها وقد وشى بها أخوها الصغير الذي أعطاه والدهما لاحقًا ذلك الدور الاجتماعي المناسب لفتى، وتختتم الراوية قصتها مُعلقة على قول والدها إنها «فقط فتاة» بجملتها «ربما كان هذا صحيحًا.»

## بنية القصة
تُعد بنية قصص آليس مونرو القصيرة أساسية لأي تأويل أو تفسير، فهذه القصة تتكون من ثلاثة أقسام أولها هو الأقصر وآخرها هو الأطول، وعدد صفحاتها 17 صفحة، ولا يوجد اختلافات كثيرة بين النسخة التي نشرت ضمن المجموعة القصصية والنسخة التي نشرت في المرة الأولى.

## تاريخ النشر
نشرت قصة «الفتية والفتيات» في الأصل عام 1964 ثم أُعيد نشرها بعد ذلك عام 1968 ضمن مجموعة آليس مونرو القصصية «رقصة الظلال السعيدة».

## التناول الفني
أنتجت قناة CBC عمل تليفزيوني عن قصة «الفتية والفتيات» عام 1983، وقد جاز هذا العمل على جائزة الأوسكار عام 1984 لأفضل عمل قصير.

## اقرأ أيضًا
- نص القصة بالإنجليزية
- Reingard M. Nischick, (Un-)Doing Gender: Alice Munro, Boys and Girls (1964), in: The Canadian short story. Interpretations, Reingard M. Nischik (Ed.), Camden House, Rochester, NY, 2007, ISBN 978-1-57113-127-0, S. 203–218.8675309
- Héliane Ventura, Alice Munro's Boys and Girls: Mapping Out Boundaries, in: Commonwealth Essays and Studies, 1992 Autumn; 15 (1): 80–87.